# Llista d'asteroides/167501-167600
| Nom      | Designació provisional | Data de descobriment   | Lloc de descobriment | Descobridor/s |
| -------- | ---------------------- | ---------------------- | -------------------- | ------------- |
| 167501 - | 2003 YV89              | 19 de desembre de 2003 | Kitt Peak            | Spacewatch    |
| 167502 - | 2003 YQ90              | 20 de desembre de 2003 | Socorro              | LINEAR        |
| 167503 - | 2003 YF93              | 21 de desembre de 2003 | Socorro              | LINEAR        |
| 167504 - | 2003 YW94              | 19 de desembre de 2003 | Socorro              | LINEAR        |
| 167505 - | 2003 YM103             | 20 de desembre de 2003 | Socorro              | LINEAR        |
| 167506 - | 2003 YB105             | 21 de desembre de 2003 | Catalina             | CSS           |
| 167507 - | 2003 YY105             | 22 de desembre de 2003 | Socorro              | LINEAR        |
| 167508 - | 2003 YO107             | 17 de desembre de 2003 | Socorro              | LINEAR        |
| 167509 - | 2003 YS113             | 23 de desembre de 2003 | Socorro              | LINEAR        |
| 167510 - | 2003 YE114             | 25 de desembre de 2003 | Socorro              | LINEAR        |
| 167511 - | 2003 YW115             | 27 de desembre de 2003 | Socorro              | LINEAR        |
| 167512 - | 2003 YN122             | 27 de desembre de 2003 | Socorro              | LINEAR        |
| 167513 - | 2003 YX128             | 27 de desembre de 2003 | Socorro              | LINEAR        |
| 167514 - | 2003 YT131             | 28 de desembre de 2003 | Socorro              | LINEAR        |
| 167515 - | 2003 YL138             | 27 de desembre de 2003 | Socorro              | LINEAR        |
| 167516 - | 2003 YO138             | 27 de desembre de 2003 | Socorro              | LINEAR        |
| 167517 - | 2003 YH139             | 28 de desembre de 2003 | Socorro              | LINEAR        |
| 167518 - | 2003 YP139             | 28 de desembre de 2003 | Kitt Peak            | Spacewatch    |
| 167519 - | 2003 YD140             | 28 de desembre de 2003 | Socorro              | LINEAR        |
| 167520 - | 2003 YB142             | 28 de desembre de 2003 | Socorro              | LINEAR        |
| 167521 - | 2003 YC147             | 29 de desembre de 2003 | Socorro              | LINEAR        |
| 167522 - | 2003 YQ147             | 29 de desembre de 2003 | Socorro              | LINEAR        |
| 167523 - | 2003 YX147             | 29 de desembre de 2003 | Socorro              | LINEAR        |
| 167524 - | 2003 YZ147             | 29 de desembre de 2003 | Socorro              | LINEAR        |
| 167525 - | 2003 YJ148             | 29 de desembre de 2003 | Catalina             | CSS           |
| 167526 - | 2003 YF150             | 29 de desembre de 2003 | Socorro              | LINEAR        |
| 167527 - | 2003 YF151             | 29 de desembre de 2003 | Catalina             | CSS           |
| 167528 - | 2003 YO151             | 29 de desembre de 2003 | Catalina             | CSS           |
| 167529 - | 2003 YA153             | 29 de desembre de 2003 | Catalina             | CSS           |
| 167530 - | 2003 YV153             | 29 de desembre de 2003 | Catalina             | CSS           |
| 167531 - | 2003 YQ155             | 26 de desembre de 2003 | Haleakala            | NEAT          |
| 167532 - | 2003 YX155             | 30 de desembre de 2003 | Socorro              | LINEAR        |
| 167533 - | 2003 YB159             | 17 de desembre de 2003 | Socorro              | LINEAR        |
| 167534 - | 2003 YF161             | 17 de desembre de 2003 | Kitt Peak            | Spacewatch    |
| 167535 - | 2003 YO161             | 17 de desembre de 2003 | Socorro              | LINEAR        |
| 167536 - | 2003 YE169             | 18 de desembre de 2003 | Socorro              | LINEAR        |
| 167537 - | 2003 YX175             | 21 de desembre de 2003 | Catalina             | CSS           |
| 167538 - | 2004 AM1               | 12 de gener de 2004    | Palomar              | NEAT          |
| 167539 - | 2004 AJ2               | 13 de gener de 2004    | Anderson Mesa        | LONEOS        |
| 167540 - | 2004 AJ4               | 15 de gener de 2004    | Kitt Peak            | Spacewatch    |
| 167541 - | 2004 AP5               | 13 de gener de 2004    | Anderson Mesa        | LONEOS        |
| 167542 - | 2004 AQ6               | 15 de gener de 2004    | Kitt Peak            | Spacewatch    |
| 167543 - | 2004 AV10              | 3 de gener de 2004     | Socorro              | LINEAR        |
| 167544 - | 2004 AH11              | 12 de gener de 2004    | Palomar              | NEAT          |
| 167545 - | 2004 AR12              | 13 de gener de 2004    | Kitt Peak            | Spacewatch    |
| 167546 - | 2004 AG13              | 13 de gener de 2004    | Kitt Peak            | Spacewatch    |
| 167547 - | 2004 AG16              | 15 de gener de 2004    | Kitt Peak            | Spacewatch    |
| 167548 - | 2004 AR26              | 13 de gener de 2004    | Palomar              | NEAT          |
| 167549 - | 2004 BR1               | 16 de gener de 2004    | Kitt Peak            | Spacewatch    |
| 167550 - | 2004 BK3               | 16 de gener de 2004    | Palomar              | NEAT          |
| 167551 - | 2004 BF9               | 17 de gener de 2004    | Palomar              | NEAT          |
| 167552 - | 2004 BU9               | 16 de gener de 2004    | Palomar              | NEAT          |
| 167553 - | 2004 BO13              | 17 de gener de 2004    | Palomar              | NEAT          |
| 167554 - | 2004 BJ16              | 18 de gener de 2004    | Palomar              | NEAT          |
| 167555 - | 2004 BL18              | 17 de gener de 2004    | Palomar              | NEAT          |
| 167556 - | 2004 BZ23              | 19 de gener de 2004    | Anderson Mesa        | LONEOS        |
| 167557 - | 2004 BR32              | 19 de gener de 2004    | Kitt Peak            | Spacewatch    |
| 167558 - | 2004 BX35              | 19 de gener de 2004    | Kitt Peak            | Spacewatch    |
| 167559 - | 2004 BL37              | 19 de gener de 2004    | Kitt Peak            | Spacewatch    |
| 167560 - | 2004 BR37              | 19 de gener de 2004    | Kitt Peak            | Spacewatch    |
| 167561 - | 2004 BX39              | 21 de gener de 2004    | Socorro              | LINEAR        |
| 167562 - | 2004 BY40              | 21 de gener de 2004    | Socorro              | LINEAR        |
| 167563 - | 2004 BT41              | 19 de gener de 2004    | Socorro              | LINEAR        |
| 167564 - | 2004 BY41              | 19 de gener de 2004    | Catalina             | CSS           |
| 167565 - | 2004 BQ43              | 22 de gener de 2004    | Socorro              | LINEAR        |
| 167566 - | 2004 BU45              | 21 de gener de 2004    | Socorro              | LINEAR        |
| 167567 - | 2004 BA46              | 21 de gener de 2004    | Socorro              | LINEAR        |
| 167568 - | 2004 BR48              | 21 de gener de 2004    | Socorro              | LINEAR        |
| 167569 - | 2004 BG51              | 21 de gener de 2004    | Socorro              | LINEAR        |
| 167570 - | 2004 BG52              | 21 de gener de 2004    | Socorro              | LINEAR        |
| 167571 - | 2004 BQ52              | 21 de gener de 2004    | Socorro              | LINEAR        |
| 167572 - | 2004 BD61              | 21 de gener de 2004    | Socorro              | LINEAR        |
| 167573 - | 2004 BR61              | 22 de gener de 2004    | Socorro              | LINEAR        |
| 167574 - | 2004 BW61              | 22 de gener de 2004    | Socorro              | LINEAR        |
| 167575 - | 2004 BR62              | 22 de gener de 2004    | Socorro              | LINEAR        |
| 167576 - | 2004 BQ69              | 19 de gener de 2004    | Anderson Mesa        | LONEOS        |
| 167577 - | 2004 BK71              | 22 de gener de 2004    | Socorro              | LINEAR        |
| 167578 - | 2004 BM72              | 23 de gener de 2004    | Socorro              | LINEAR        |
| 167579 - | 2004 BF73              | 24 de gener de 2004    | Socorro              | LINEAR        |
| 167580 - | 2004 BP76              | 25 de gener de 2004    | Haleakala            | NEAT          |
| 167581 - | 2004 BV76              | 25 de gener de 2004    | Haleakala            | NEAT          |
| 167582 - | 2004 BG82              | 27 de gener de 2004    | Anderson Mesa        | LONEOS        |
| 167583 - | 2004 BY89              | 23 de gener de 2004    | Socorro              | LINEAR        |
| 167584 - | 2004 BK90              | 24 de gener de 2004    | Socorro              | LINEAR        |
| 167585 - | 2004 BY92              | 27 de gener de 2004    | Anderson Mesa        | LONEOS        |
| 167586 - | 2004 BK94              | 28 de gener de 2004    | Socorro              | LINEAR        |
| 167587 - | 2004 BF95              | 28 de gener de 2004    | Socorro              | LINEAR        |
| 167588 - | 2004 BX100             | 28 de gener de 2004    | Kitt Peak            | Spacewatch    |
| 167589 - | 2004 BQ104             | 23 de gener de 2004    | Socorro              | LINEAR        |
| 167590 - | 2004 BR105             | 26 de gener de 2004    | Anderson Mesa        | LONEOS        |
| 167591 - | 2004 BS105             | 26 de gener de 2004    | Anderson Mesa        | LONEOS        |
| 167592 - | 2004 BR106             | 26 de gener de 2004    | Anderson Mesa        | LONEOS        |
| 167593 - | 2004 BJ107             | 28 de gener de 2004    | Catalina             | CSS           |
| 167594 - | 2004 BD111             | 29 de gener de 2004    | Socorro              | LINEAR        |
| 167595 - | 2004 BC112             | 24 de gener de 2004    | Socorro              | LINEAR        |
| 167596 - | 2004 BL116             | 26 de gener de 2004    | Anderson Mesa        | LONEOS        |
| 167597 - | 2004 BT116             | 27 de gener de 2004    | Catalina             | CSS           |
| 167598 - | 2004 BD117             | 28 de gener de 2004    | Catalina             | CSS           |
| 167599 - | 2004 BU117             | 29 de gener de 2004    | Socorro              | LINEAR        |
| 167600 - | 2004 BW120             | 31 de gener de 2004    | Socorro              | LINEAR        |